# Tropidion festivum
Tropidion festivum là một loài bọ cánh cứng trong họ Cerambycidae.